# San Gregorio Armeno (Bari)
A San Gregorio Armeno vagy San Giorgio degli Armeni egy templom Bari óvárosában.

## Története
A kis templom a 11. század elején épült bizánci stílusban, közel a katapán palotájához és a San Nicola-bazilikához. 1100 körül, miután az eredeti templom elpusztult újjáépítették ma is látható formájában.

## Leírása
A román stílusú kis templom belsője háromhajós, fő látnivalói egy 17. századi faragott fakereszt valamint ugyanebből az időszakból származó Szent Miklóst ábrázoló szobor.